# Діонісій Катон
Діоні́сій Като́н (лат. Dionysius Cato; III-IV століття) — давньоримський поет пізнього часу. Ймовірний автор знаменитих «Дистихів Катона».

## Біографічні відомості
Знаменита збірка «Дистихи Катона» в минулому приписувалася Марку Порцію Катону Старшому. Насправді Катон Старший жив за багато століть до написання цієї збірки, що її зараз датують III-IV століттям. Імовірним автором «Дистихів Катона» зараз вважають Діонісія Катона. Біографічних відомостей про нього збереглося вкрай мало. Відомо, що цей поет написав чотири книги апофегм морального характеру у вигляді двовіршів (дистихів) з двох гекзаметрних рядків. Вірші мають монотеїстичне спрямування, але не виражено християнське. Фахівці відзначають високу якість версифікації та метрики «Дистихів Катона».
Збірка Дистихи Катона була надзвичайно популярна з часів середньовіччя й перекладалася багатьма мовами. На цю збірку неодноразово посилається в своїх творах Джеффрі Чосер.

## Переклади й видання

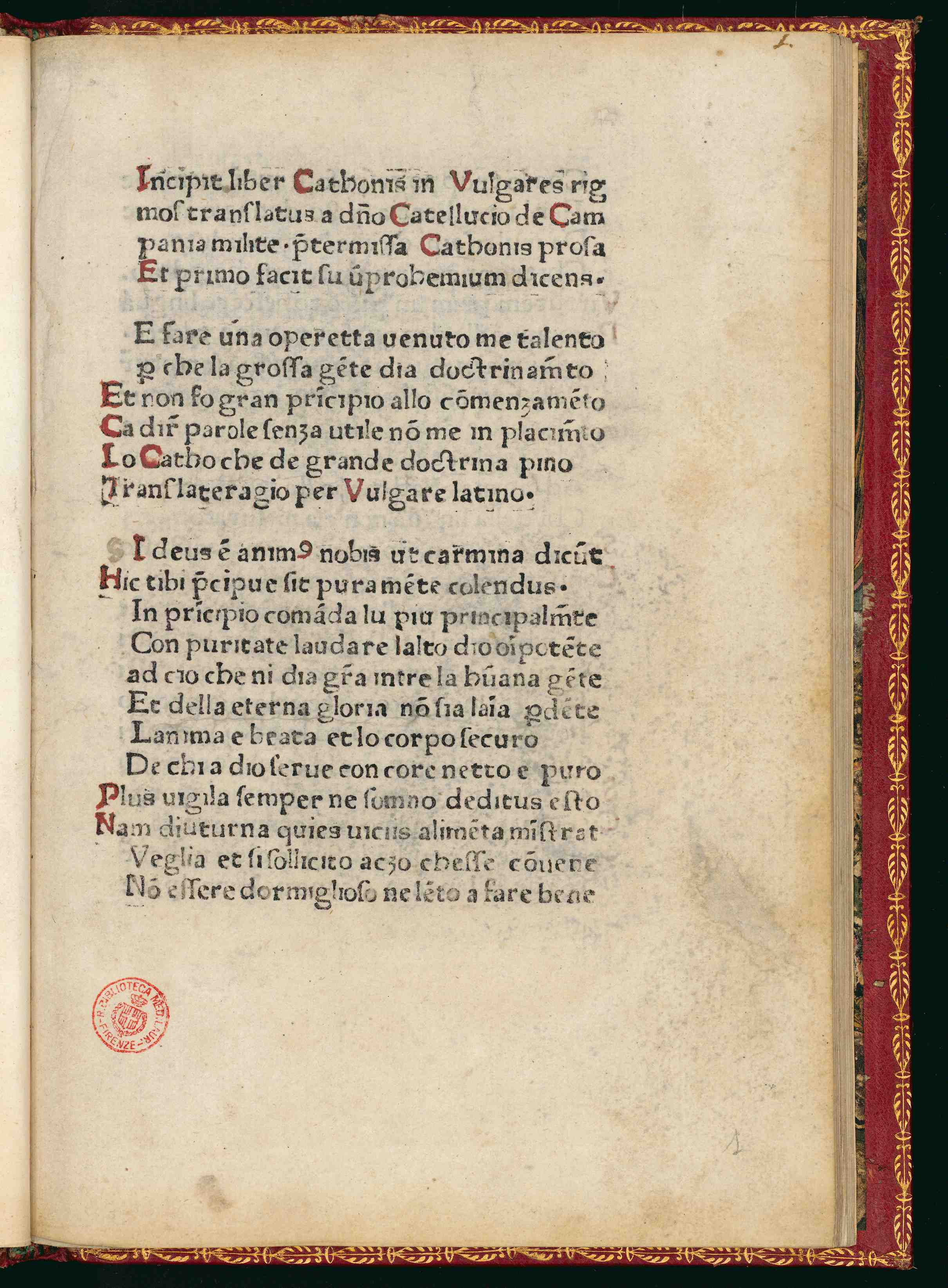
Disticha Catonis, 1475

Найвідоміші видання «Дистихів Катона»:
- Les Mots et sentences dorés du maître de sagesse Caton, 1533, передрук 1798 Антуаном-Марі-Анрі Буларом.
- Distiques: Otto Arntzenius
- cum notis variorum: Amsterdam, 1754
- Friedrich Zarncke, Leipsig, 1852.

### Український переклад
Українською «Дистихи Катона» перекладали Мирон Борецький та Андрій Содомора.
- Дистихи Катона // Давня римська поезія в українських перекладах і переспівах: хрестоматія. — Львів: Світ, 2000. — с. 271–275.
- Дистихи Катона / Переклад з латини Андрія Содомори — Київ: Грані-Т, 2009. — 320 с.